# King of Queens/Episodenliste

King of Queens

Diese Episodenliste enthält alle Episoden der US-amerikanischen Sitcom King of Queens, sortiert nach der US-amerikanischen Erstausstrahlung. Die Serie umfasst neun Staffeln mit insgesamt 207 Episoden.

## Übersicht
| Staffel | Episodenanzahl | Erstausstrahlung USA | Erstausstrahlung USA | Deutschsprachige Erstausstrahlung | Deutschsprachige Erstausstrahlung |
| Staffel | Episodenanzahl | Staffelpremiere      | Staffelfinale        | Staffelpremiere                   | Staffelfinale                     |
| ------- | -------------- | -------------------- | -------------------- | --------------------------------- | --------------------------------- |
| 1       | 25             | 21. September 1998   | 17. Mai 1999         | 26. März 2001                     | 2. Mai 2001                       |
| 2       | 25             | 20. September 1999   | 22. Mai 2000         | 3. Mai 2001                       | 7. Juni 2001                      |
| 3       | 25             | 2. Oktober 2000      | 21. Mai 2001         | 30. Oktober 2001                  | 4. Dezember 2001                  |
| 4       | 25             | 24. September 2001   | 20. Mai 2002         | 12. September 2002                | 14. Januar 2003                   |
| 5       | 25             | 23. September 2002   | 19. Mai 2003         | 1. Juni 2003                      | 17. Oktober 2003                  |
| 6       | 24             | 1. Oktober 2003      | 19. Mai 2004         | 30. August 2004                   | 14. September 2004                |
| 7       | 22             | 27. Oktober 2004     | 18. Mai 2005         | 2. Mai 2005                       | 30. September 2005                |
| 8       | 23             | 19. September 2005   | 22. Mai 2006         | 2. Mai 2006                       | 18. September 2006                |
| 9       | 13             | 6. Dezember 2006     | 14. Mai 2007         | 7. Mai 2007                       | 15. Oktober 2007                  |

## Staffel 1
Die erste Staffel der Serie wurde vom 21. September 1998 bis zum 17. Mai 1999 auf dem US-amerikanischen Free-TV-Sender CBS ausgestrahlt. Die deutschsprachige Erstausstrahlung sendete der Free-TV-Sender RTL II vom 26. März 2001 bis zum 2. Mai 2001.
| Nr. (ges.) | Nr. (St.) | Deutscher Titel                    | Originaltitel       | Erstausstrahlung USA | Deutschsprachige Erstausstrahlung (D) | Regie            | Drehbuch                                                                                                 |
| --- | --------- | ---------------------------------- | ------------------- | -------------------- | ------------------------------------- | ---------------- | --- |
| 1 | 1         | Trautes Heim                       | Pilot               | 21. Sep. 1998        | 26. März 2001                         | Pamela Fryman    | David Litt, Michael J. Weithorn                                                                          |
| Der Kurierfahrer Doug und seine Freunde Deacon, Spence und Richie sind aus dem Häuschen vor Freude: Dougs liebende Ehefrau Carrie hat ihn mit einem brandneuen Breitwandfernseher überrascht, den er seinen Kumpels nun stolz vorführen kann. Als er es sich am gleichen Abend mit Carrie vor dem guten Stück gemütlich machen will, platzt Carries Schwester Sara herein. Sie überbringt die traurige Nachricht vom Tod ihrer Stiefmutter Tessie. Bei der Trauerfeier beschließen die Schwestern, dass ihr Vater nun am besten in einem Heim aufgehoben sei. Ihr Vater Arthur schaltet jedoch auf stur und bleibt in seinem Haus, das jedoch kurz darauf wegen eines misslungenen Kochversuchs in Flammen aufgeht. Carrie kann nicht anders als Vater und Schwester bei sich aufzunehmen, was Doug gar nicht in den Kram passt. Er muss nämlich seine geliebte Kellerbude räumen, und an romantische Stunden vor dem neuen Fernseher ist nun auch nicht mehr zu denken. |           |                                    |                     |                      |                                       |                  | |
| 2 | 2         | Das Fett muss weg                  | Fat City            | 28. Sep. 1998        | 27. März 2001                         | Robert Berlinger | David Litt, Michael J. Weithorn, Josh Goldsmith, Cathy Yuspa                                             |
| 3 | 3         | Revierkämpfe                       | Cello, Goodbye      | 5. Okt. 1998         | 28. März 2001                         | Gail Mancuso     | Michael J. Weithorn, David Litt                                                                          |
| 4 | 4         | Männergespräche                    | Richie’s Song       | 12. Okt. 1998        | 29. März 2001                         | Robert Berlinger | Tony Sheehan                                                                                             |
| 5 | 5         | Ernste Absichten                   | Paternal Affairs    | 19. Okt. 1998        | 30. März 2001                         | Brian K. Roberts | David Bickel                                                                                             |
| 6 | 6         | Die Klette                         | Head First          | 26. Okt. 1998        | 2. Apr. 2001                          | Pamela Fryman    | Michael J. Weithorn, David Litt                                                                          |
| 7 | 7         | Der Verlobungsring                 | The Rock            | 2. Nov. 1998         | 3. Apr. 2001                          | Pamela Fryman    | Stacie Lipp                                                                                              |
| 8 | 8         | Späte Schule für Doug              | Educating Doug      | 9. Nov. 1998         | 4. Apr. 2001                          | Rob Schiller     | Cathy Yuspa, Josh Goldsmith                                                                              |
| 9 | 9         | Verkehrsprobleme                   | Road Rayge          | 16. Nov. 1998        | 5. Apr. 2001                          | Rob Schiller     | Tony Sheehan, David Litt                                                                                 |
| 10 | 10        | Truthahn à la Mama                 | Supermarket Story   | 23. Nov. 1998        | 6. Apr. 2001                          | Rob Schiller     | Cathy Yuspa, Josh Goldsmith                                                                              |
| 11 | 11        | Klein aber fein                    | Noel Cowards        | 14. Dez. 1998        | 9. Apr. 2001                          | Rob Schiller     | David Bickel, Michael J. Weithorn                                                                        |
| 12 | 12        | Liebe ist …                        | Fixer Upper         | 21. Dez. 1998        | 10. Apr. 2001                         | Rob Schiller     | Tony Sheehan, David Litt                                                                                 |
| 13 | 13        | Alte Geschichten                   | Best Man            | 11. Jan. 1999        | 11. Apr. 2001                         | Rob Schiller     | Cathy Yuspa, Josh Goldsmith                                                                              |
| 14 | 14        | Auf den Hund gekommen              | Dog Days            | 18. Jan. 1999        | 12. Apr. 2001                         | Rob Schiller     | David Litt                                                                                               |
| 15 | 15        | Alt, dick und hässlich             | Crappy Birthday     | 1. Feb. 1999         | 17. Apr. 2001                         | Mark Cendrowski  | Handlung: Kevin James, Gary Valentine Schauspiel: Rock Reuben                                            |
| 16 | 16        | Valentinstag                       | S’ain’t Valentine’s | 8. Feb. 1999         | 18. Apr. 2001                         | Rob Schiller     | Handlung: David Bickel Schauspiel: Nancy Cohen, Michael J. Weithorn                                      |
| 17 | 17        | Die Verkaufte Frau                 | Court Date          | 15. Feb. 1999        | 19. Apr. 2001                         | Rob Schiller     | Cathy Yuspa, Josh Goldsmith                                                                              |
| 18 | 18        | Der Ruf der Straße                 | White Collar        | 22. Feb. 1999        | 20. Apr. 2001                         | Rob Schiller     | Handlung: Dan E. Fesman, Harry Victor Schauspiel: Tony Sheehan                                           |
| 19 | 19        | Freundschaftsdienste               | Rayny Day           | 1. März 1999         | 23. Apr. 2001                         | Rob Schiller     | David Bickel                                                                                             |
| 20 | 20        | Die Neue Kollegin                  | Train Wreck         | 15. März 1999        | 24. Apr. 2001                         | Rob Schiller     | Handlung: Ira Fritz, Neal Howard and Cathy Yuspa, Josh Goldsmith Schauspiel: Cathy Yuspa, Josh Goldsmith |
| 21 | 21        | Bärenhunger                        | Hungry Man          | 5. Apr. 1999         | 25. Apr. 2001                         | Rob Schiller     | Tony Sheehan                                                                                             |
| 22 | 22        | Ich will Dich, ich will Dich nicht | Time Share          | 26. Apr. 1999        | 26. Apr. 2001                         | Rob Schiller     | Handlung: Nancy Cohen Schauspiel: Cathy Yuspa, Josh Goldsmith, David Bickel                              |
| 23 | 23        | Endlich allein                     | Where’s Poppa?      | 3. Mai 1999          | 27. Apr. 2001                         | Rob Schiller     | Kevin James, Rock Reuben, Gary Valentine                                                                 |
| 24 | 24        | Auf Wiedersehen, Arthur            | Art House           | 10. Mai 1999         | 30. Apr. 2001                         | Rob Schiller     | David Litt                                                                                               |
| 25 | 25        | Auf Eis gelegt                     | Maybe Baby          | 17. Mai 1999         | 2. Mai 2001                           | Rob Schiller     | Michael J. Weithorn                                                                                      |

## Staffel 2
Die Erstausstrahlung der zweiten Staffel war vom 20. September 1999 bis zum 20. Mai 2000 auf dem US-amerikanischen Fernsehsender CBS zu sehen. Die deutschsprachige Erstausstrahlung sendete der deutsche Free-TV-Sender RTL II im Zeitraum vom 3. Mai bis zum 7. Juni 2001.
| Nr. (ges.) | Nr. (St.) | Deutscher Titel                 | Originaltitel   | Erstausstrahlung USA | Deutschsprachige Erstausstrahlung (D) | Regie        | Drehbuch                                                      |
| ---------- | --------- | ------------------------------- | --------------- | -------------------- | ------------------------------------- | ------------ | ------------------------------------------------------------- |
| 26         | 1         | Born To Be Wild                 | Queasy Rider    | 20. Sep. 1999        | 3. Mai 2001                           | Rob Schiller | David Litt                                                    |
| 27         | 2         | Die beste Freundin              | Female Problems | 27. Sep. 1999        | 4. Mai 2001                           | Rob Schiller | Cathy Yuspa, Josh Goldsmith                                   |
| 28         | 3         | Unwichtiges in Klammern gesetzt | Assaulted Nuts  | 4. Okt. 1999         | 7. Mai 2001                           | Rob Schiller | David Bickel                                                  |
| 29         | 4         | Rabenpaten                      | Parent Trapped  | 11. Okt. 1999        | 8. Mai 2001                           | Rob Schiller | David Bickel                                                  |
| 30         | 5         | Späte Rache                     | Tube Stakes     | 18. Okt. 1999        | 9. Mai 2001                           | Rob Schiller | Ilana Wernick                                                 |
| 31         | 6         | Gib dem Affen Zucker            | Doug Out        | 25. Okt. 1999        | 10. Mai 2001                          | Rob Schiller | Cathy Yuspa, Josh Goldsmith                                   |
| 32         | 7         | Adam, Eva und der Apfel         | Get Away        | 1. Nov. 1999         | 11. Mai 2001                          | Rob Schiller | Tony Sheehan                                                  |
| 33         | 8         | Schöne Aussichten               | Dire Strayts    | 8. Nov. 1999         | 14. Mai 2001                          | Rob Schiller | Handlung: Kevin James Schauspiel: Rock Reuben, Gary Valentine |
| 34         | 9         | Ein heißer Typ                  | I, Candy        | 15. Nov. 1999        | 15. Mai 2001                          | Rob Schiller | Cathy Yuspa, Josh Goldsmith                                   |
| 35         | 10        | Spence zieht aus                | Roamin’ Holiday | 22. Nov. 1999        | 16. Mai 2001                          | Rob Schiller | David Bickel, Ben Wexler                                      |
| 36         | 11        | Der Bowlingkrieg                | Sparing Carrie  | 29. Nov. 1999        | 17. Mai 2001                          | Rob Schiller | Cathy Yuspa, Josh Goldsmith                                   |
| 37         | 12        | Aktienfieber                    | Net Prophets    | 13. Dez. 1999        | 18. Mai 2001                          | Rob Schiller | David Litt                                                    |
| 38         | 13        | Voll daneben                    | Party Favor     | 10. Jan. 2000        | 21. Mai 2001                          | Rob Schiller | Handlung: Rock Reuben Schauspiel: Kevin James, Gary Valentine |
| 39         | 14        | Spiele von gestern              | Block Buster    | 17. Jan. 2000        | 22. Mai 2001                          | Rob Schiller | Tony Sheehan                                                  |
| 40         | 15        | Heiss und kalt                  | Frozen Pop      | 24. Jan. 2000        | 24. Mai 2001                          | Rob Schiller | Ben Wexler                                                    |
| 41         | 16        | Fair Play                       | Fair Game       | 7. Feb. 2000         | 24. Mai 2001                          | Rob Schiller | Mark C. Sedeka                                                |
| 42         | 17        | Doug trifft Carrie              | Meet By-product | 14. Feb. 2000        | 25. Mai 2001                          | Rob Schiller | David Litt                                                    |
| 43         | 18        | Paarweise                       | The Shmenkmans  | 21. Feb. 2000        | 28. Mai 2001                          | Rob Schiller | Cathy Yuspa, Josh Goldsmith                                   |
| 44         | 19        | Geburtstagskind gesucht         | Surprise Artie  | 28. Feb. 2000        | 29. Mai 2001                          | Rob Schiller | David Bickel                                                  |
| 45         | 20        | Lügen haben schlechte Karten    | Wild Cards      | 6. März 2000         | 30. Mai 2001                          | Rob Schiller | Tony Sheehan                                                  |
| 46         | 21        | Der Patenbruder                 | Big Dougie      | 17. Apr. 2000        | 31. Mai 2001                          | Rob Schiller | Ben Wexler                                                    |
| 47         | 22        | Dumm gelaufen                   | Soft Touch      | 1. Mai 2000          | 1. Juni 2001                          | Rob Schiller | David Litt, Tony Sheehan                                      |
| 48         | 23        | Der Kapernkrieg                 | Restaurant Row  | 8. Mai 2000          | 5. Juni 2001                          | Rob Schiller | Ilana Wernick                                                 |
| 49         | 24        | Liebesgrüße aus dem Schuhkarton | Flower Power    | 15. Mai 2000         | 6. Juni 2001                          | Rob Schiller | Rock Reuben                                                   |
| 50         | 25        | Traumurlaub                     | Whine Country   | 22. Mai 2000         | 7. Juni 2001                          | Rob Schiller | Cathy Yuspa, Josh Goldsmith                                   |

## Staffel 3
Die Erstausstrahlung der dritten Staffel war vom 2. Oktober 2000 bis zum 21. Mai 2001 auf dem US-amerikanischen Fernsehsender CBS zu sehen. Die deutschsprachige Erstausstrahlung sendete der deutsche Free-TV-Sender RTL II im Zeitraum vom 30. Oktober bis zum 4. Dezember 2001.
| Nr. (ges.) | Nr. (St.) | Deutscher Titel              | Originaltitel       | Erstausstrahlung USA | Deutschsprachige Erstausstrahlung (D) | Regie                  | Drehbuch                        |
| ---------- | --------- | ---------------------------- | ------------------- | -------------------- | ------------------------------------- | ---------------------- | ------------------------------- |
| 51         | 1         | Latin Lover                  | Do Rico             | 2. Okt. 2000         | 30. Okt. 2001                         | Rob Schiller           | Cathy Yuspa, Josh Goldsmith     |
| 52         | 2         | Der Spaßvogel                | Roast Chicken       | 9. Okt. 2000         | 31. Okt. 2001                         | Rob Schiller           | Tony Sheehan                    |
| 53         | 3         | Die Nulldiät                 | Fatty Mcbutterpants | 16. Okt. 2000        | 2. Nov. 2001                          | Rob Schiller           | Cathy Yuspa, Josh Goldsmith     |
| 54         | 4         | Der Ohrwurm                  | Class Struggle      | 23. Okt. 2000        | 5. Nov. 2001                          | Jeff Melman            | David Litt, Ilana Wernick       |
| 55         | 5         | Der mit dem Geld tanzt       | Strike One          | 30. Okt. 2000        | 6. Nov. 2001                          | Rob Schiller           | David Litt                      |
| 56         | 6         | Wann ist ein Mann ein Mann?  | Strike Too          | 6. Nov. 2000         | 7. Nov. 2001                          | Leonard R. Garner, Jr. | David Bickel                    |
| 57         | 7         | Trio Infernale               | Strike Out          | 13. Nov. 2000        | 8. Nov. 2001                          | Leonard R. Garner, Jr. | Nick Bakay                      |
| 58         | 8         | Einmal und nie wieder        | Dark Meet           | 20. Nov. 2000        | 9. Nov. 2001                          | Rob Schiller           | Rock Reuben                     |
| 59         | 9         | In Flagranti                 | Twisted Sitters     | 27. Nov. 2000        | 12. Nov. 2001                         | Rob Schiller           | Ilana Wernick                   |
| 60         | 10        | Mister April                 | Work Related        | 4. Dez. 2000         | 13. Nov. 2001                         | Rob Schiller           | David Bickel                    |
| 61         | 11        | Camera Obscura               | Better Camera       | 11. Dez. 2000        | 14. Nov. 2001                         | Rob Schiller           | Cathy Yuspa, Josh Goldsmith     |
| 62         | 12        | Hokuspokus, unsichtbar       | Wedding Presence    | 8. Jan. 2001         | 15. Nov. 2001                         | Rob Schiller           | Cathy Yuspa, Josh Goldsmith     |
| 63         | 13        | Die Verkaufte Schwester      | Hi Def-jam          | 29. Jan. 2001        | 16. Nov. 2001                         | Rob Schiller           | David Bickel, Ilana Wernick     |
| 64         | 14        | Kampf der Giganten           | Paint Misbehavin’   | 5. Feb. 2001         | 19. Nov. 2001                         | Rob Schiller           | Tony Sheehan                    |
| 65         | 15        | Vertreibung aus dem Paradies | Deacon Blues        | 12. Feb. 2001        | 20. Nov. 2001                         | Rob Schiller           | Davin Litt, Tony Sheehan        |
| 66         | 16        | Das Liebesverbot             | Horizontal Hold     | 19. Feb. 2001        | 21. Nov. 2001                         | James Widdoes          | David Bickel, Ilana Wernick     |
| 67         | 17        | Volles Programm              | Inner Tube          | 26. Feb. 2001        | 22. Nov. 2001                         | Rob Schiller           | Kevin James, Rock Reuben        |
| 68         | 18        | Außer Rand und Band          | Papa Pill           | 19. März 2001        | 23. Nov. 2001                         | Rob Schiller           | Kevin James, Rock Reuben        |
| 69         | 19        | Die Kündigung                | Package Deal        | 9. Apr. 2001         | 26. Nov. 2001                         | Rob Schiller           | Mark C. Sedeka                  |
| 70         | 20        | Stille Post                  | Separation Anxiety  | 16. Apr. 2001        | 27. Nov. 2001                         | Andrew Susskind        | Cathy Yuspa, Josh Goldsmith     |
| 71         | 21        | Familientreffen              | Departure Time      | 30. Apr. 2001        | 28. Nov. 2001                         | Rob Schiller           | Nick Bakay                      |
| 72         | 22        | Schwimmende Nachbarn         | Swim Neighbors      | 7. Mai 2001          | 29. Nov. 2001                         | Henry Chan             | David Bickel, Ilana Wernick     |
| 73         | 23        | Ungeliebte Verwandtschaft    | S’no Job            | 14. Mai 2001         | 30. Nov. 2001                         | Rob Schiller           | Rock Reuben, Tony Sheehan       |
| 74         | 24        | Kindertheater – Teil 1       | Pregnant Pause (1)  | 21. Mai 2001         | 3. Dez. 2001                          | Rob Schiller           | Michael J. Weithorn, David Litt |
| 75         | 25        | Kindertheater – Teil 2       | Pregnant Pause (2)  | 21. Mai 2001         | 4. Dez. 2001                          | Rob Schiller           | Michael J. Weithorn, David Litt |

## Staffel 4
Die Erstausstrahlung der vierten Staffel war vom 24. September 2001 bis zum 20. Mai 2002 auf dem US-amerikanischen Fernsehsender CBS zu sehen. Die deutschsprachige Erstausstrahlung sendete der deutsche Free-TV-Sender RTL II im Zeitraum vom 12. September 2002 bis zum 14. Januar 2003.
| Nr. (ges.) | Nr. (St.) | Deutscher Titel        | Originaltitel   | Erstausstrahlung USA | Deutschsprachige Erstausstrahlung (D) | Regie         | Drehbuch                                                   |
| ---------- | --------- | ---------------------- | --------------- | -------------------- | ------------------------------------- | ------------- | ---------------------------------------------------------- |
| 76         | 1         | Hundstage              | Walk, Man       | 24. Sep. 2001        | 12. Sep. 2002                         | Rob Schiller  | Michael J. Weithorn                                        |
| 77         | 2         | Blinde Kuh             | Sight Gag       | 1. Okt. 2001         | 13. Sep. 2002                         | Rob Schiller  | Cathy Yuspa, Josh Goldsmith                                |
| 78         | 3         | Der Streber            | Mean Streak     | 8. Okt. 2001         | 13. Sep. 2002                         | James Widdoes | Michael J. Weithorn                                        |
| 79         | 4         | Alles nur Blech        | Friender Bender | 15. Okt. 2001        | 16. Sep. 2002                         | Rob Schiller  | David Bickel                                               |
| 80         | 5         | Die Sportskanone       | No Retreat      | 22. Okt. 2001        | 16. Sep. 2002                         | James Widdoes | Rock Reuben                                                |
| 81         | 6         | Das Geisterhaus        | Tricker Treat   | 29. Okt. 2001        | 17. Sep. 2002                         | James Widdoes | David Bickel                                               |
| 82         | 7         | Arthurs Geheimnis      | Lyin’ Hearted   | 5. Nov. 2001         | 17. Sep. 2002                         | Rob Schiller  | Ilana Wernick                                              |
| 83         | 8         | Die Reality-Show       | Life Sentence   | 12. Nov. 2001        | 17. Sep. 2002                         | Rob Schiller  | Chris Parrish                                              |
| 84         | 9         | Ein Zeichen Gottes     | Veiled Threat   | 19. Nov. 2001        | 7. Jan. 2003                          | Rob Schiller  | Ilana Wernick                                              |
| 85         | 10        | Luft und Liebe         | Oxy Moron       | 26. Nov. 2001        | 7. Jan. 2003                          | Rob Schiller  | Tony Sheehan                                               |
| 86         | 11        | Der Experte            | Depo Man        | 10. Dez. 2001        | 7. Jan. 2003                          | Rob Schiller  | Chris Downey, Ilana Wernick                                |
| 87         | 12        | Speedy Gonzales        | Ovary Action    | 17. Dez. 2001        | 8. Jan. 2003                          | Rob Schiller  | Richard J. Feinstein                                       |
| 88         | 13        | Die Fressaffäre        | Food Fight      | 7. Jan. 2002         | 8. Jan. 2003                          | Rob Schiller  | Chris Downey                                               |
| 89         | 14        | Gewinner und Verlierer | Double Downer   | 14. Jan. 2002        | 8. Jan. 2003                          | Rob Schiller  | Jeff Stein                                                 |
| 90         | 15        | Discofieber            | Dougie Nights   | 4. Feb. 2002         | 9. Jan. 2003                          | Rob Schiller  | Cathy Yuspa, Josh Goldsmith                                |
| 91         | 16        | Verfolgungswahn        | No Orleans      | 25. Feb. 2002        | 9. Jan. 2003                          | Rob Schiller  | Ilana Wernick                                              |
| 92         | 17        | Das Lustige Quartett   | Missing Links   | 4. März 2002         | 9. Jan. 2003                          | Rob Schiller  | Michael J. Weithorn                                        |
| 93         | 18        | The King Of Sandwich   | Hero Worship    | 18. März 2002        | 10. Jan. 2003                         | James Widdoes | David Bickel, Chris Downey                                 |
| 94         | 19        | Hausarrest             | Screwed Driver  | 25. März 2002        | 10. Jan. 2003                         | James Widdoes | Rock Reuben                                                |
| 95         | 20        | Happy Hour             | Lush Life       | 8. Apr. 2002         | 10. Jan. 2003                         | James Widdoes | Tony Sheehan                                               |
| 96         | 21        | Der Liebestöter        | Bun Dummy       | 29. Apr. 2002        | 13. Jan. 2003                         | Rob Schiller  | Chris Downey, Tony Sheehan                                 |
| 97         | 22        | Echte Wohltäter        | Patrons Ain’t   | 6. Mai 2002          | 13. Jan. 2003                         | James Widdoes | Ilana Wernick                                              |
| 98         | 23        | Reich für einen Tag    | Eddie Money     | 13. Mai 2002         | 13. Jan. 2003                         | Rob Schiller  | Handlung: Kevin James Schauspiel: Rock Reuben, Mike Soccio |
| 99         | 24        | … er hat doch gebohrt! | Two Thirty      | 20. Mai 2002         | 14. Jan. 2003                         | Rob Schiller  | David Bickel                                               |
| 100        | 25        | Psycho-Kisten          | Shrink Wrap     | 20. Mai 2002         | 14. Jan. 2003                         | Rob Schiller  | Michael J. Weithorn                                        |

## Staffel 5
Die Erstausstrahlung der fünften Staffel war vom 23. September 2002 bis zum 19. Mai 2003 auf dem US-amerikanischen Fernsehsender CBS zu sehen. Die deutschsprachige Erstausstrahlung sendete der deutsche Free-TV-Sender RTL II im Zeitraum vom 1. März bis zum 17. Oktober 2003.
| Nr. (ges.) | Nr. (St.) | Deutscher Titel             | Originaltitel     | Erstausstrahlung USA | Deutschsprachige Erstausstrahlung (D) | Regie            | Drehbuch                                            |
| ---------- | --------- | --------------------------- | ----------------- | -------------------- | ------------------------------------- | ---------------- | --------------------------------------------------- |
| 101        | 1         | Ein Seltsames Paar          | Arthur, Spooner   | 23. Sep. 2002        | 1. Juni 2003                          | Rob Schiller     | Tony Sheehan                                        |
| 102        | 2         | Des einen Leid …            | Window Pain       | 30. Sep. 2002        | 1. Juni 2003                          | Rob Schiller     | Ilana Wernick                                       |
| 103        | 3         | Himmel und Hölle            | Holy Mackerel     | 7. Okt. 2002         | 8. Juni 2003                          | Rob Schiller     | Ilana Wernick                                       |
| 104        | 4         | Der mit dem Ball tanzt      | Kirbid Enthusiasm | 14. Okt. 2002        | 8. Juni 2003                          | Rob Schiller     | Kevin James, Rock Reuben                            |
| 105        | 5         | Der Grabscher               | Mammary Lane      | 21. Okt. 2002        | 15. Juni 2003                         | Rob Schiller     | David Bickel                                        |
| 106        | 6         | Der Mann meiner Frau        | Business Affairs  | 28. Okt. 2002        | 15. Juni 2003                         | Rob Schiller     | Cathy Yuspa, Josh Goldsmith                         |
| 107        | 7         | Margys Song                 | Flame Resistant   | 4. Nov. 2002         | 22. Juni 2003                         | Rob Schiller     | Rock Reuben                                         |
| 108        | 8         | Ein Männlein steht im Walde | Flash Photography | 11. Nov. 2002        | 22. Juni 2003                         | Henry Chan       | David Bickel                                        |
| 109        | 9         | Carrie Frankenstein         | Connect Four      | 18. Nov. 2002        | 29. Juni 2003                         | Rob Schiller     | Ilana Wernick                                       |
| 110        | 10        | Die Geborgte Frau           | Loaner Car        | 25. Nov. 2002        | 29. Juni 2003                         | Rob Schiller     | Cathy Yuspa, Josh Goldsmith                         |
| 111        | 11        | Die Stimme aus dem Grab     | Mentalo Case      | 16. Dez. 2002        | 6. Juli 2003                          | John Fortenberry | David Bickel                                        |
| 112        | 12        | Der Hexenmeister            | Jung Frankenstein | 6. Jan. 2003         | 6. Juli 2003                          | Rob Schiller     | Michael J. Weithorn                                 |
| 113        | 13        | Falsch gedacht              | Attention Deficit | 20. Jan. 2003        | 13. Okt. 2003                         | Rob Schiller     | Chris Downey                                        |
| 114        | 14        | Neid macht erfinderisch     | Prints Charming   | 3. Feb. 2003         | 13. Okt. 2003                         | Rob Schiller     | Cathy Yuspa, Josh Goldsmith                         |
| 115        | 15        | Pinguin-Alarm               | Animal Attraction | 10. Feb. 2003        | 13. Okt. 2003                         | Rob Schiller     | Rock Reuben                                         |
| 116        | 16        | Verschimmelter Urlaub       | Golden Moldy      | 17. Feb. 2003        | 13. Okt. 2003                         | James Widdoes    | Tony Sheehan                                        |
| 117        | 17        | Der Gigolo                  | S’poor House      | 24. Feb. 2003        | 14. Okt. 2003                         | James Widdoes    | Michael J. Weithorn                                 |
| 118        | 18        | Russisches Roulette         | Steve Moscow      | 10. März 2003        | 14. Okt. 2003                         | Rob Schiller     | Chris Downey                                        |
| 119        | 19        | Lügen haben dicke Beine     | Cowardly Lyin’    | 31. März 2003        | 14. Okt. 2003                         | Rob Schiller     | Ilana Wernick                                       |
| 120        | 20        | Fahrer aus Leidenschaft     | Driving Reign     | 14. Apr. 2003        | 14. Okt. 2003                         | James Widdoes    | Rock Reuben, Mike Soccio                            |
| 121        | 21        | Kaufrausch                  | Clothes Encounter | 21. Apr. 2003        | 15. Okt. 2003                         | James Widdoes    | Chris Downey                                        |
| 122        | 22        | Der Affenjunge              | Queens’bro Bridge | 28. Apr. 2003        | 15. Okt. 2003                         | James Widdoes    | David Bickel                                        |
| 123        | 23        | Der Unsterbliche Hund       | Dog Shelter       | 5. Mai 2003          | 15. Okt. 2003                         | Rob Schiller     | David Bickel, Ilana Wernick                         |
| 124        | 24        | Schlaraffenland             | Taste Buds        | 12. Mai 2003         | 16. Okt. 2003                         | Rob Schiller     | Handlung: Trevor Dellecave Schauspiel: Tony Sheehan |
| 125        | 25        | Bettgeschichten             | Bed Spread        | 19. Mai 2003         | 17. Okt. 2003                         | Rob Schiller     | Owen Ellickson                                      |

## Staffel 6
Die Erstausstrahlung der sechsten Staffel war vom 1. Oktober 2003 bis zum 19. Mai 2004 auf dem US-amerikanischen Fernsehsender CBS zu sehen. Die ersten fünf Folgen der deutschsprachigen Erstausstrahlung sendete der deutsche Free-TV-Sender RTL II am 30. und 31. August 2004. Die restlichen Folgen der sechsten Staffel sendete der Sender Kabel 1 vom 1. September bis zum 14. September 2004.
| Nr. (ges.) | Nr. (St.) | Deutscher Titel                             | Originaltitel        | Erstausstrahlung USA | Deutschsprachige Erstausstrahlung (D) | Regie           | Drehbuch                    |
| ---------- | --------- | ------------------------------------------- | -------------------- | -------------------- | ------------------------------------- | --------------- | --------------------------- |
| 126        | 1         | Weniger ist mehr (1)                        | Doug Less (1)        | 1. Okt. 2003         | 30. Aug. 2004                         | Rob Schiller    | Ilana Wernick               |
| 127        | 2         | Weniger ist mehr (2)                        | Doug Less (2)        | 1. Okt. 2003         | 30. Aug. 2004                         | Rob Schiller    | Ilana Wernick               |
| 128        | 3         | King Pong                                   | King Pong            | 8. Okt. 2003         | 31. Aug. 2004                         | Rob Schiller    | Tony Sheehan                |
| 129        | 4         | Affenstress                                 | Dreading Vows        | 15. Okt. 2003        | 31. Aug. 2004                         | Rob Schiller    | David Bickel                |
| 130        | 5         | Harte Landung                               | Nocturnal Omission   | 22. Okt. 2003        | 31. Aug. 2004                         | Rob Schiller    | Michael J. Weithorn         |
| 131        | 6         | Die Wahrheit, und nichts als die Wahrheit … | Affidavit Justice    | 29. Okt. 2003        | 1. Sep. 2004                          | Rob Schiller    | Kevin James, Rock Reuben    |
| 132        | 7         | Drei Frauen und ein Arzt                    | Secret Garden        | 12. Nov. 2003        | 1. Sep. 2004                          | Ken Whittingham | Chris Downey                |
| 133        | 8         | Die Abschiedsparty                          | Eggsit Strategy      | 19. Nov. 2003        | 2. Sep. 2004                          | Rob Schiller    | Cathy Yuspa, Josh Goldsmith |
| 134        | 9         | Der einäugige Bandit                        | Thanks Man           | 26. Nov. 2003        | 2. Sep. 2004                          | Rob Schiller    | Michael J. Weithorn         |
| 135        | 10        | Carrie allein zu Haus                       | American Idle        | 3. Dez. 2003         | 5. Sep. 2004                          | Rob Schiller    | Cathy Yuspa, Josh Goldsmith |
| 136        | 11        | Nur ohne meine Frau                         | Santa Claustrophobia | 17. Dez. 2003        | 5. Sep. 2004                          | Rob Schiller    | Owen Ellickson              |
| 137        | 12        | Das Kettensägentheater                      | Dougie Houser        | 7. Jan. 2004         | 6. Sep. 2004                          | Rob Schiller    | David Bickel                |
| 138        | 13        | In Saus und Braus                           | Frigid Hires         | 14. Jan. 2004        | 6. Sep. 2004                          | Rob Schiller    | Jenna Bruce                 |
| 139        | 14        | Verschärfte Regeln                          | Switch Sisters       | 11. Feb. 2004        | 7. Sep. 2004                          | Rob Schiller    | Tony Sheehan                |
| 140        | 15        | Die Nervensäge                              | Cheap Saks           | 11. Feb. 2004        | 7. Sep. 2004                          | Rob Schiller    | Cathy Yuspa, Josh Goldsmith |
| 141        | 16        | Kill Carrie                                 | Damned Yanky         | 18. Feb. 2004        | 8. Sep. 2004                          | Rob Schiller    | Chris Downey                |
| 142        | 17        | Das verkaufte Grab                          | Multiple Plots       | 25. Feb. 2004        | 8. Sep. 2004                          | Rob Schiller    | Rock Reuben                 |
| 143        | 18        | Heffer-Tonne                                | Trash Talker         | 3. März 2004         | 9. Sep. 2004                          | Rob Schiller    | David Bickel                |
| 144        | 19        | Urlaub in der Hölle                         | Precedent Nixin’     | 17. März 2004        | 9. Sep. 2004                          | Rob Schiller    | Ilana Wernick               |
| 145        | 20        | Der Zeitreisende                            | Foe: Pa              | 24. März 2004        | 12. Sep. 2004                         | Rob Schiller    | Michael J. Weithorn         |
| 146        | 21        | Bauchfreie Zone                             | Tank Heaven          | 7. Apr. 2004         | 12. Sep. 2004                         | Rob Schiller    | Rock Reuben                 |
| 147        | 22        | Vier Männer und eine Hochzeit               | Altar Ego            | 5. Mai 2004          | 13. Sep. 2004                         | Rob Schiller    | Tony Sheehan                |
| 148        | 23        | Kampf der Senioren                          | Icky Shuffle         | 12. Mai 2004         | 13. Sep. 2004                         | Rob Schiller    | Chris Downey                |
| 149        | 24        | Der Bigamist                                | Awful Bigamy         | 19. Mai 2004         | 14. Sep. 2004                         | Rob Schiller    | Ilana Wernick               |

## Staffel 7
Die Erstausstrahlung der siebten Staffel war vom 27. Oktober 2004 bis zum 18. Mai 2005 auf dem US-amerikanischen Fernsehsender CBS zu sehen. Die deutschsprachige Erstausstrahlung sendete der deutsche Free-TV-Sender Kabel 1 im Zeitraum vom 2. Mai bis zum 30. September 2005.
| Nr. (ges.) | Nr. (St.) | Deutscher Titel              | Originaltitel         | Erstausstrahlung USA | Deutschsprachige Erstausstrahlung (D) | Regie            | Drehbuch                            |
| ---------- | --------- | ---------------------------- | --------------------- | -------------------- | ------------------------------------- | ---------------- | ----------------------------------- |
| 150        | 1         | Bonuspunkte                  | Lost Vegas            | 27. Okt. 2004        | 2. Mai 2005                           | Rob Schiller     | Tom Hertz                           |
| 151        | 2         | Carrie auf dem Weg nach oben | Dugan Groupie         | 3. Nov. 2004         | 2. Mai 2005                           | Rob Schiller     | Tony Sheehan                        |
| 152        | 3         | Der misshandelte Mann        | Furious Gorge         | 10. Nov. 2004        | 3. Mai 2005                           | Rob Schiller     | Ilana Wernick                       |
| 153        | 4         | Der Pausenclown              | Entertainment Weakly  | 24. Nov. 2004        | 4. Mai 2005                           | Rob Schiller     | Mike Soccio                         |
| 154        | 5         | Schall und Rauch             | Name Dropper          | 1. Dez. 2004         | 9. Mai 2005                           | Rob Schiller     | Rock Reuben                         |
| 155        | 6         | Auf Freiersfüßen             | Offtrack … Bedding    | 8. Dez. 2004         | 9. Mai 2005                           | Rob Schiller     | Nick Bakay                          |
| 156        | 7         | Klein, aber gemein           | Silent Mite           | 15. Dez. 2004        | 10. Mai 2005                          | Andy Cadiff      | Ilana Wernick                       |
| 157        | 8         | Einsames Paar sucht Freunde  | Awed Couple           | 5. Jan. 2005         | 11. Mai 2005                          | Rob Schiller     | David Bickel                        |
| 158        | 9         | Duftnoten                    | Cologne Ranger        | 12. Jan. 2005        | 12. Mai 2005                          | Andrew D. Weyman | Rock Reuben                         |
| 159        | 10        | Spanische Dörfer             | Domestic Disturbance  | 19. Jan. 2005        | 17. Mai 2005                          | Ken Whittingham  | Tony Sheehan                        |
| 160        | 11        | Der Barkeeper                | Poor Judgement        | 26. Jan. 2005        | 17. Mai 2005                          | Rob Schiller     | Owen Ellickson                      |
| 161        | 12        | Ein ganz spezielles Training | Gym Neighbors         | 9. Feb. 2005         | 18. Mai 2005                          | Rob Schiller     | David Bickel                        |
| 162        | 13        | Kein Mann der großen Worte   | Gorilla Warfare       | 16. Feb. 2005        | 19. Mai 2005                          | Rob Schiller     | Owen Ellickson                      |
| 163        | 14        | Endlich wieder Schule!       | Hi, School            | 23. Feb. 2005        | 23. Mai 2005                          | Rob Schiller     | Ilana Wernick                       |
| 164        | 15        | Zickenalarm                  | Deconstructing Carrie | 2. März 2005         | 23. Mai 2005                          | Rob Schiller     | Michelle Nader                      |
| 165        | 16        | Schwarz-Weiß-Malerei         | Black List            | 16. März 2005        | 26. Sep. 2005                         | Rob Schiller     | Liz Astrof Aronauer                 |
| 166        | 17        | Leb wohl, St. Louis!         | Wish Boned            | 30. März 2005        | 26. Sep. 2005                         | Rob Schiller     | David Bickel, Michael J. Weithorn   |
| 167        | 18        | Schlechte Karten             | Van, Go               | 6. Apr. 2005         | 27. Sep. 2005                         | Mark Cendrowski  | Tom Hertz                           |
| 168        | 19        | Lausige Ratschläge           | Ice Cubed             | 13. Apr. 2005        | 27. Sep. 2005                         | Rob Schiller     | Liz Astrof Aronauer, Michelle Nader |
| 169        | 20        | Elvis und sein Friseur       | Catching Hell         | 20. Apr. 2005        | 28. Sep. 2005                         | Rob Schiller     | Chris Downey                        |
| 170        | 21        | Alles umsonst                | Slippery Slope        | 9. Mai 2005          | 29. Sep. 2005                         | Rob Schiller     | Chris Downey, Rock Reuben           |
| 171        | 22        | Die Immobilienhaie           | Buy Curious           | 18. Mai 2005         | 30. Sep. 2005                         | Rob Schiller     | Ilana Wernick                       |

## Staffel 8
Die Erstausstrahlung der achten Staffel war vom 19. September 2005 bis zum 22. Mai 2006 auf dem US-amerikanischen Fernsehsender CBS zu sehen. Die deutschsprachige Erstausstrahlung sendete der deutsche Free-TV-Sender Kabel eins im Zeitraum vom 2. Mai bis zum 18. September 2006.
| Nr. (ges.) | Nr. (St.) | Deutscher Titel                | Originaltitel           | Erstausstrahlung USA | Deutschsprachige Erstausstrahlung (D) | Regie               | Drehbuch                                                           |
| ---------- | --------- | ------------------------------ | ----------------------- | -------------------- | ------------------------------------- | ------------------- | ------------------------------------------------------------------ |
| 172        | 1         | Dancing Queen                  | Pole Lox                | 19. Sep. 2005        | 2. Mai 2006                           | Rob Schiller        | Michael J. Weithorn                                                |
| 173        | 2         | Schlimme Wörter                | Vocal Discord           | 26. Sep. 2005        | 3. Mai 2006                           | Rob Schiller        | Chris Downey                                                       |
| 174        | 3         | Der geborgte Job               | Consummate Professional | 3. Okt. 2005         | 4. Mai 2006                           | Rob Schiller        | Ilana Wernick                                                      |
| 175        | 4         | Teuflisch nette Kollegen       | Like Hell               | 10. Okt. 2005        | 5. Mai 2006                           | Mark Cendrowski     | Owen Ellickson, Mike Soccio                                        |
| 176        | 5         | Gelb vor Neid                  | Sandwiched Out          | 17. Okt. 2005        | 8. Mai 2006                           | Rob Schiller        | Nick Bakay, David Bickel                                           |
| 177        | 6         | Lori mit den Scherenhänden     | Shear Torture           | 24. Okt. 2005        | 9. Mai 2006                           | Rob Schiller        | Liz Astrof Aronauer                                                |
| 178        | 7         | Pension des Grauens            | Inn Escapable           | 7. Nov. 2005         | 10. Mai 2006                          | Rob Schiller        | Michelle Nader                                                     |
| 179        | 8         | Höllische Nachbarn             | Move-Doubt              | 14. Nov. 2005        | 11. Mai 2006                          | Rob Schiller        | Liz Astrof Aronauer, Owen Ellickson                                |
| 180        | 9         | E-Mail für dich                | G’Night, Stalker        | 21. Nov. 2005        | 12. Mai 2006                          | Rob Schiller        | Chris Downey                                                       |
| 181        | 10        | Wilde Bullen                   | Raygin’ Bulls           | 28. Nov. 2005        | 16. Mai 2006                          | Howard Murray       | Michelle Nader, Rock Reuben                                        |
| 182        | 11        | Backe, backe Kuchen            | Baker’s Doesn’t         | 19. Dez. 2005        | 21. Aug. 2006                         | Michael J. Weithorn | David Bickel                                                       |
| 183        | 12        | Baby an Bord!                  | Fresh Brood             | 9. Jan. 2006         | 17. Mai 2006                          | Michael J. Weithorn | Liz Astrof Aronauer, Ilana Wernick                                 |
| 184        | 13        | Carrie Dolittle                | Gambling N’Diction      | 23. Jan. 2006        | 18. Mai 2006                          | Rob Schiller        | Michelle Nader, Rock Reuben                                        |
| 185        | 14        | Zweites Heim, Glück allein     | Apartment Complex       | 6. Feb. 2006         | 19. Mai 2006                          | Rob Schiller        | Ilana Wernick                                                      |
| 186        | 15        | Auf der Mauer, auf der Lauer … | Buggie Nights           | 27. Feb. 2006        | 21. Aug. 2006                         | Rob Schiller        | David Bickel, Chris Downey                                         |
| 187        | 16        | Aufs Knie gefallen             | Knee Jerk               | 6. März 2006         | 28. Aug. 2006                         | Ken Whittingham     | David Bickel, Chris Downey                                         |
| 188        | 17        | Das Gemälde des Grauens        | Present Tense           | 13. März 2006        | 28. Aug. 2006                         | Henry Chan          | Michelle Nader, Rock Reuben                                        |
| 189        | 18        | Rapunzels Perücke              | Sold-y Locks            | 20. März 2006        | 4. Sep. 2006                          | Rob Schiller        | Owen Ellickson, Dennis Regan                                       |
| 190        | 19        | Krise auf Bestellung           | Emotional Rollercoaster | 10. Apr. 2006        | 4. Sep. 2006                          | Rob Schiller        | Amy Gershwin                                                       |
| 191        | 20        | Partnertausch                  | Four Play               | 1. Mai 2006          | 11. Sep. 2006                         | Rob Schiller        | Liz Astrof Aronauer, Michelle Nader                                |
| 192        | 21        | Ladies Night                   | Hartford Wailer         | 8. Mai 2006          | 11. Sep. 2006                         | Rob Schiller        | Handlung: David Bickel, Chris Downey Schauspiel: Giuseppe Graziano |
| 193        | 22        | Kampf der Giganten             | Fight Schlub            | 15. Mai 2006         | 18. Sep. 2006                         | Rob Schiller        | Owen Ellickson, Mike Soccio                                        |
| 194        | 23        | Ene mene muh …                 | Acting Out              | 22. Mai 2006         | 18. Sep. 2006                         | Rob Schiller        | Liz Astrof Aronauer, Michelle Nader                                |

## Staffel 9
Die Erstausstrahlung der neunten Staffel war vom 6. Dezember 2006 bis zum 14. Mai 2007 auf dem US-amerikanischen Fernsehsender CBS zu sehen. Die deutschsprachige Erstausstrahlung sendete der deutsche Free-TV-Sender Kabel eins im Zeitraum vom 7. Mai bis zum 15. Oktober 2007.
| Nr. (ges.) | Nr. (St.) | Deutscher Titel           | Originaltitel      | Erstausstrahlung USA | Deutschsprachige Erstausstrahlung (D) | Regie        | Drehbuch                                                       |
| ---------- | --------- | ------------------------- | ------------------ | -------------------- | ------------------------------------- | ------------ | -------------------------------------------------------------- |
| 195        | 1         | Die neue Familie          | Mama Cast          | 6. Dez. 2006         | 7. Mai 2007                           | Rob Schiller | Mike Soccio, Ilana Wernick                                     |
| 196        | 2         | Jessica                   | Affair Trade       | 6. Dez. 2006         | 14. Mai 2007                          | Rob Schiller | Rock Reuben, Dennis Regan                                      |
| 197        | 3         | Mut zur Dummheit          | Moxie Moron        | 13. Dez. 2006        | 21. Mai 2007                          | Rob Schiller | Liz Astrof Aronauer, Owen Ellickson                            |
| 198        | 4         | Ein Onkel zum Fürchten    | Major Disturbance  | 13. Dez. 2006        | 28. Mai 2007                          | Rob Schiller | Rock Reuben, Ilana Wernick                                     |
| 199        | 5         | Hund zu verschenken       | Ruff Goin’         | 20. Dez. 2006        | 4. Juni 2007                          | Rob Schiller | David Bickel, Chris Downey                                     |
| 200        | 6         | Wer schön sein will …     | Brace Yourself     | 3. Jan. 2007         | 11. Juni 2007                         | Rob Schiller | David Bickel, Chris Downey                                     |
| 201        | 7         | Das Haus am See           | Home Cheapo        | 9. Apr. 2007         | 1. Okt. 2007                          | Rob Schiller | Liz Astrof Aronauer, Ilana Wernick                             |
| 202        | 8         | Der andere Doug Heffernan | Offensive Fowl     | 16. Apr. 2007        | 1. Okt. 2007                          | Rob Schiller | David Bickel, Chris Downey                                     |
| 203        | 9         | Wild und gefährlich       | Mild Bunch         | 23. Apr. 2007        | 8. Okt. 2007                          | Rob Schiller | Liz Astrof Aronauer, Owen Ellickson                            |
| 204        | 10        | Das Manhattan-Projekt     | Manhattan Project  | 30. Apr. 2007        | 8. Okt. 2007                          | Rob Schiller | Rock Reuben                                                    |
| 205        | 11        | Getrennte Wege            | Single Spaced      | 7. Mai 2007          | 8. Okt. 2007                          | Rob Schiller | Handlung: Ilana Wernick Schauspiel: David Bickel, Chris Downey |
| 206        | 12        | Das China-Syndrom (1)     | China Syndrome (1) | 14. Mai 2007         | 15. Okt. 2007                         | Rob Schiller | Michael J. Weithorn                                            |
| 207        | 13        | Das China-Syndrom (2)     | China Syndrome (2) | 14. Mai 2007         | 15. Okt. 2007                         | Rob Schiller | Michael J. Weithorn                                            |